# Pseudogyndesoides
Genre
Pseudogyndesoides est un genre d'opilions laniatores de la famille des Gonyleptidae.

## Distribution
Les espèces de ce genre sont endémiques du Brésil. Elles se rencontrent dans les États de São Paulo et du Paraná.

## Liste des espèces
Selon World Catalogue of Opiliones (13/09/2021) :
- Pseudogyndesoides bariguiensis Soares, 1945
- Pseudogyndesoides latus Soares, 1944
- Pseudogyndesoides pallidus Soares & Soares, 1945

## Publication originale
- Soares, 1944 : « Opiliões do Alto da Serra II. » Papeis Avulsos do Departamento de Zoologia, Secretaria da Agricultura, vol. 4, no 18, p. 277–302.